# Binjamina-Giv'at Ada
Binjamina-Giv'at Ada (hebrejsky בנימינה-גבעת עדה, v oficiálním přepisu do angličtiny Binyamina-Giv'at Ada) je místní rada (menší město) v Izraeli, v Haifském distriktu, které vzniklo roku 2003 sloučením dvou do té doby samostatných obcí: Binjamina a Giv'at Ada.

## Geografie
Leží v nadmořské výšce 15 metrů v Izraelské pobřežní planině, jižně od úbočí masivu Karmel, respektive vysočiny Ramat ha-Nadiv a jejího vrchu Chotem ha-Karmel, který tvoří nejzazší jihozápadní výběžek Karmelu. Pod touto vyvýšeninou probíhá vádí Nachal Taninim. Západně od města leží pobřežní nížina, na východ je to rovněž nížinaté údolí Bik'at ha-Nadiv, kterým k pobřeží přitékají vádí Nachal Taninim a Nachal Ada. Z rovinatého terénu zde vystupují jen izolované pahorky se sídelními tely Tel Burga a Tel Duda'im.
Město je položeno cca 9 kilometrů severoseverovýchodně od města Chadera, cca 52 kilometrů severoseverovýchodně od centra Tel Avivu a cca 32 kilometrů jižně od centra Haify.
Binjamina-Giv'at Ada se nachází v hustě osídleném a zároveň intenzivně zemědělsky využívaném pásu cca 4 kilometry od pobřeží Středozemního moře. Osídlení v tomto regionu je v naprosté většině židovské, pouze na východ od Giv'at Ada se nachází arabské město Kafr Kara. Binjamina-Giv'at Ada je na dopravní síť napojena pomocí lokální silnice číslo 652 a 653. Západně od města prochází severojižní tah Dálnice číslo 4. Obcí prochází pobřežní železniční trať. Nachází se tu železniční stanice Binjamina.

## Dějiny
Giv'at Ada, doslova Adin vrch (podle manželky barona Rotschilda Adelaide, hebrejsky Ada), vznikla již roku 1903. Šlo o jedno z několika podobných sídel v rámci projektu židovských zemědělských osad spravovaných organizací Jewish Colonization Association, která pokračovala v předchozích sponzorských a podnikatelských aktivitách Edmonda Jamese de Rothschilda. Giv'at Ada byla osídlena 14. října 1903. Zakladateli byla druhá generace židovských farmářů z okolních vesnic. První skupinu osadníků tvořilo asi 35 lidí. Mnoho z nich ale pro obtíže osadu opustilo. Vesnice byla pojmenována podle manželky barona Rotschilda Ady. V roce 1909 posílila osadníky nová skupina zemědělců, další dorazili roku 1912. Vesnice ležela v poněkud izolované poloze, vystavena občasnému nepřátelství okolních arabských obyvatel. Výrazněji se začala rozvíjet až ve 20. letech 20. století. Většímu rozmachu bránil nedostatek vody, která se musela přinášet ze vzdáleného pramene.
Binjamina vznikla nedaleko odtud směrem k západu roku 1922 a byla pojmenována podle hebrejského jména barona Rothschilda. Zpočátku bylo nutné provést nákladné meliorační práce protože okolí bylo bažinaté. Binjamina i Giv'at Ada byly organizovány jako soukromě hospodařící vesnice typu mošava. K roku 1949 se uvádí plocha osady Binjamina na 15 401 dunamů (15,401 kilometrů čtverečních). Správní území Giv'at Ada mělo výměru 7858 dunamů. Binjamina během 20. let 20. století vynikala jako místo, kde se prováděl odborný agronomický výzkum a kde se vymýšlely nové zemědělské postupy. Šlo o ekonomicky úspěšnou komunitu, která v roce 1929 měla už 800 obyvatel. Těžila z výhodné polohy při železniční trati. Po celá 30. a 40. léta zde vznikaly nové obytné čtvrti.
Intenzivní osidlování zde vytvořilo již v 1. polovině 20. století územně kompaktní blok židovského osídlení. V oblasti ale stále existovaly i arabské vesnice. Jihozápadně od dnešního města to byla arabská vesnice Khirbat al-Burj. Severně od města pak arabská vesnice Khirbat al-Shuna. Obě byly ovládnuty židovskými silami ještě před vypuknutím ostré fáze první arabsko-izraelské války . Místní arabské obyvatelstvo je opustilo a vesnice byly zničeny.
Po roce 1948 pokračovala Binjamina v nárůstu. Přišli sem jemenitští Židé a židovští přistěhovalci z Egyptu a Turecka. V letech 1953–1954 zde například vyrostla nová čtvrť Warburg. Giv'at Ada byla mezitím roku 1949 povýšena na místní radu. Obě obce se vyvíjely samostatně až do roku 2003, kdy z úsporných důvodů došlo k jejich sloučení.

## Demografie
Podle údajů z roku 2009 tvořili naprostou většinu obyvatel Židé – cca 12 100 osob (včetně statistické kategorie „ostatní“, která zahrnuje nearabské obyvatele židovského původu ale bez formální příslušnosti k židovskému náboženství, cca 12 400 osob).
Binjamina-Giv'at Ada je středně velké sídlo městského typu. K 31. prosinci 2017 zde žilo 15 600 lidí.
| Rok            | 1948  | 1950  | 1955  | 1961  | 1972  | 1983  | 1995  | 1997  | 1998  | 1999  | 2000  | 2001  | 2002  |
| -------------- | ----- | ----- | ----- | ----- | ----- | ----- | ----- | ----- | ----- | ----- | ----- | ----- | ----- |
| Počet obyvatel | 2 191 | 3 300 | 2 900 | 2 701 | 2 700 | 2 905 | 4 409 | 4 900 | 5 200 | 5 400 | 5 700 | 6 000 | 6 300 |

| Rok            | 1948 | 1961  | 1972  | 1983  | 1995  |
| -------------- | ---- | ----- | ----- | ----- | ----- |
| Počet obyvatel | 210  | 1 084 | 1 393 | 1 235 | 1 824 |

| Rok            | 2002  | 2003  | 2004  | 2005   | 2006   | 2007   | 2008   | 2009   | 2010   | 2011   | 2012   | 2013   | 2014   | 2015   | 2016   | 2017   |
| -------------- | ----- | ----- | ----- | ------ | ------ | ------ | ------ | ------ | ------ | ------ | ------ | ------ | ------ | ------ | ------ | ------ |
| Počet obyvatel | 8 800 | 9 300 | 9 800 | 10 200 | 10 600 | 11 200 | 11 816 | 12 416 | 13 000 | 13 600 | 14 000 | 14 300 | 14 500 | 14 800 | 15 200 | 15 600 |